# Симеоновско шосе
Симеоновско шосе е основен булевард и радиален път в София.
Пресича се с Околовръстния път в столицата.

## Обекти
На Симеоновско шосе или в неговия район се намират следните обекти (от север на юг):
- Драгалевска река
- Ловен парк
- СБАЛАГ „Св. Лазар“
- Посолство на Сирия
- Посолство на Индонезия
- Посолство на Афганистан
- Посолство на Кувейт
- Резиденции
- Френско училище „Виктор Юго“
- СБАЛ по ортопедия и травматология
- река Копаница
- Сухата река
- Симеоновска река
- 64 ОУ Цар Симеон Велики
- Читалище „Отец Паисий“
- 46 ОДЗ „Жива вода“